# Sebald de Weert
Sebald de Weert (auch Sebaldus de Weert, * 2. Mai 1567 in Antwerpen; † 1603 in Batticaloa (Ceylon)) war ein niederländischer Navigator und Seefahrer. Er nahm als Kapitän an der Indien-Expedition unter Jacob Mahu teil, die erfolglos versuchte, über die Magellanstraße den Seeweg nach Indien zu finden. Auf einer zweiten Indien-Expedition als Vizeadmiral unter Wybrand van Warwijck erreichte er Ceylon.

## Reisen
De Weert war sechstes von siebzehn Kindern seiner Eltern. Er wurde Kapitän des Schiffes Blijde boodschap (deutsch: Frohe Botschaft), das mit vier anderen Schiffen 1598 unter Jacob Mahu die Provinz Zeeland verließ. Nach Mahus Tod übernahm er das Schiff Het Geloof (deutsch: der Glaube). Als die Mannschaft nach monatelangen Versuchen, die Magellanstraße zu durchqueren, aufgab und umkehrte, traf de Weert 1599 in der Magellanstraße mit dem späteren ersten Weltumsegler der Niederlande Olivier van Noort zusammen. De Weert entdeckte im Jahr 1600 die Jason Islands, eine Inselgruppe, die zu den Falkland-Inseln gehört. 

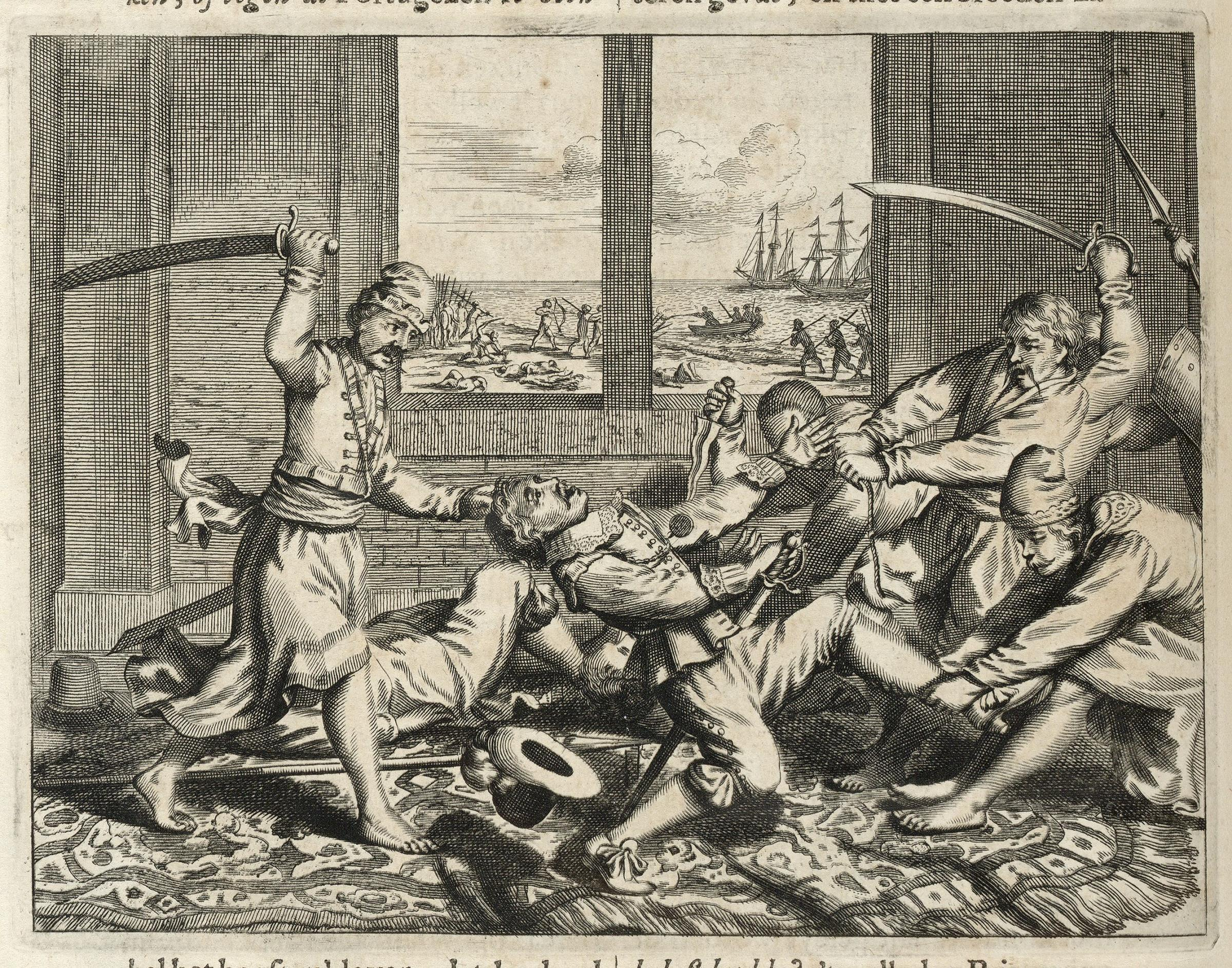
Sebald de Weert wird erschlagen

1602 unternahm er als Vizeadmiral unter Wybrand van Warwijck eine Fahrt nach Ceylon, um dort Handelsbeziehungen für die gerade neu gegründete Niederländische Ostindien-Kompanie aufzubauen. 1603 wurde er nach einem Streit mit dem König Vimaladharmasuriya I. von Kandy von dessen Kriegern gefangen genommen und im Handgemenge wohl versehentlich getötet.